# Omofobia
     1% - 10%
     11% - 20%
     21% - 30%
     31% - 40%
     41% - 50%
     51% - 60%
     61% - 70%
     71% - 80%
     81% - 90%
     Non disponibile

Percentuale (al 2007) di persone secondo cui l'omosessualità andrebbe accettata:
1% - 10%
11% - 20%
21% - 30%
31% - 40%
41% - 50%
51% - 60%
61% - 70%
71% - 80%
81% - 90%
Non disponibile

L'omofobia è la non accettazione e l'avversione nei confronti dell'omosessualità, della bisessualità e della transessualità e quindi delle persone omosessuali, bisessuali e transessuali.  L'Unione europea la considera analoga al razzismo, alla xenofobia, all'antisemitismo e al sessismo, nonché basata sul pregiudizio. Con il termine "omofobia" quindi si indica genericamente un insieme di sentimenti, pensieri e comportamenti avversi all'omosessualità o alle persone omosessuali.
L'omofobia non è inserita in alcuna classificazione clinica delle varie fobie; infatti, non compare né nel DSM né nella classificazione ICD; il termine, come nel caso della xenofobia, è usato in un'accezione sociologica (riferita a comportamenti discriminatori), e non clinico-psicologica.

## Tre possibili definizioni del termine "omofobia"
Va comunque precisato che il termine è utilizzato con diversi significati. Le definizioni di omofobia esistenti possono essere sintetizzate in tre principali prospettive: accezione pregiudiziale, accezione discriminatoria e accezione psicopatologica:
- l'accezione pregiudiziale considera come omofobia qualsiasi giudizio negativo nei confronti dell'omosessualità. In questa definizione vengono considerate manifestazioni di omofobia anche tutte le convinzioni personali e sociali contrarie all'omosessualità come ad esempio: la convinzione che l'omosessualità sia patologica, immorale, contronatura, socialmente pericolosa, invalidante; la non condivisione dei comportamenti omosessuali e delle rivendicazioni sociali e giuridiche delle persone omosessuali. Non rientra in questa accezione la conversione in agito violento o persecutorio nei confronti delle persone omosessuali.[8]
- l'accezione discriminatoria considera come omofobia tutti quei comportamenti riconducibili al sessismo che ledono i diritti e la dignità delle persone omosessuali sulla base del loro orientamento sessuale. Rientrano in questa definizione le discriminazioni sul posto di lavoro, nelle istituzioni, nella cultura, gli atti di violenza fisica e psicologica (percosse, insulti, maltrattamenti). Questa definizione – che comprende anche l'acting out del sentimento discriminatorio – può essere considerata più pertinente al costrutto di omofobia in senso ristretto.[9]
- l'accezione psicopatologica considera l'omofobia come una fobia in senso psicologico, cioè una irrazionale e persistente paura e repulsione nei confronti delle persone omosessuali che compromette il funzionamento psicologico della persona che ne presenta i sintomi. Tale valutazione diagnostica includerebbe quindi l'omofobia all'interno della categoria diagnostica dei disturbi d'ansia e rientrerebbe all'interno dell'etichetta di fobia specifica.[10] A differenza delle prime due accezioni, l'omofobia come fobia specifica non è frutto di un consapevole pregiudizio negativo nei confronti dell'omosessualità quanto piuttosto di una dinamica irrazionale legata ai vissuti personali del soggetto. Quest'ultima definizione, per quanto più attinente alla radice etimologica del termine, ad oggi non è sostenuta da una letteratura sufficiente da farla inserire nei principali manuali psicodiagnostici.[11]

## Etimologia
Omofobia deriva dal greco ὁμός homòs (stesso, medesimo) e φόβος fòbos (paura). Letteralmente quindi significa "paura dello stesso", tuttavia il termine "omo" è qui usato come abbreviazione di "omosessuale", mentre il termine "fobia" perde il suo significato clinico, relativo ad un concetto di paura, indicando piuttosto una generica avversione. Il termine è un neologismo coniato dallo psicologo clinico George Weinberg nel suo libro Society and the Healthy Homosexual (La società e l'omosessuale sano), pubblicato nel 1971.
Un termine precursore è stato omoerotofobia, coniato dal dottor Wainwright Churchill nel libro "Homosexual behavior among males" (Il comportamento omosessuale tra maschi), pubblicato nel 1967.

## Caratteristiche

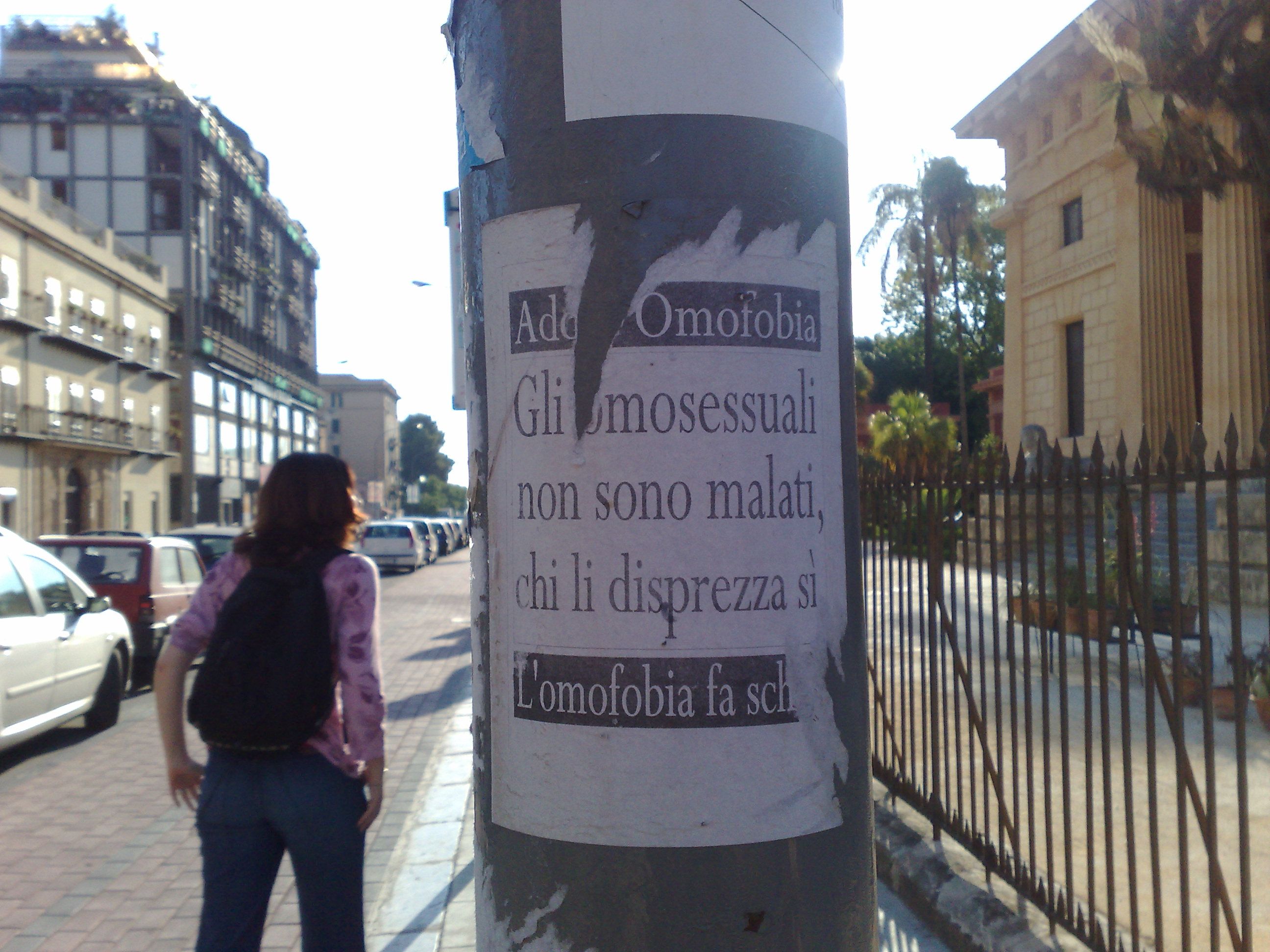
Un manifesto - parzialmente leggibile- contro l'omofobia a Palermo

Intesa nel senso di "paura fobica e irrazionale", l'omofobia non è inserita in alcun manuale di diagnostica psicologica come patologia, è quindi errato pensare che sia medicalmente una fobia, come invece il nome potrebbe portare a credere. L'omofobia non è legata a una credenza politica o a un livello culturale, ma piuttosto al livello di equilibrio del singolo individuo. È stato infatti riscontrato dagli anni Sessanta il fatto che tendano all'omofobia le "personalità autoritarie", rigide, insicure, che si sentono minacciate dal "diverso da sé" (ovviamente non solo omosessuale). Alti livelli di omofobia sono stati riscontrati anche in persone in lotta con una forte omosessualità latente o repressa.
In questo secondo senso l'omofobia può trarre nutrimento e soprattutto legittimazione da condanne ideologiche, religiose o politiche.
Per omofobia si può intendere anche la paura dell'omosessualità, ed in particolare la paura di venire considerati omosessuali, ed i conseguenti comportamenti volti ad evitare gli omosessuali e le situazioni considerate associate ad essi.
L'omofobia consiste nel giustificare, condonare o scusare atti di violenza o di discriminazione, di marginalizzazione e di persecuzione perpetrati contro una persona in ragione della sua reale o presunta omosessualità (si pensi ai soggetti bisessuali o anche semplicemente a persone che hanno un atteggiamento o un aspetto che non rientra nel comune stereotipo di genere sessuale, ad esempio le persone definite "effeminate").
Le ricerche psicosociali evidenziano come l'omofobia sia maggiormente legata a caratteristiche personali quali: anzianità, basso livello di istruzione, avere idee religiose fondamentaliste, non avere contatti personali con gay o lesbiche, essere autoritari, provare sensi di colpa nei confronti del sesso, avere atteggiamenti tradizionalisti rispetto ai ruoli di genere (mascolinità, ecc.).

### La paura di venire considerati omosessuali
Probabilmente l'omofobia è correlata al timore di essere considerati omosessuali. Questo timore, dice Erich Fromm, è più frequente negli uomini che nelle donne, perché dal punto di vista culturale il maschio omosessuale viene considerato una "femminuccia", e nel pensiero sessista dominante
(Erich Fromm)
Secondo il teorico Calvin Thomas
(Calvin Thomas)

### L'omofobia interiorizzata

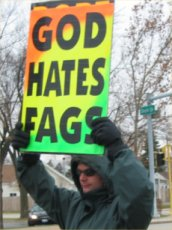
Una protesta della Westboro Baptist Church, gruppo religioso identificato dall'ADL come "omofobo virulento". Il cartello recita (in inglese): "Dio odia i froci".

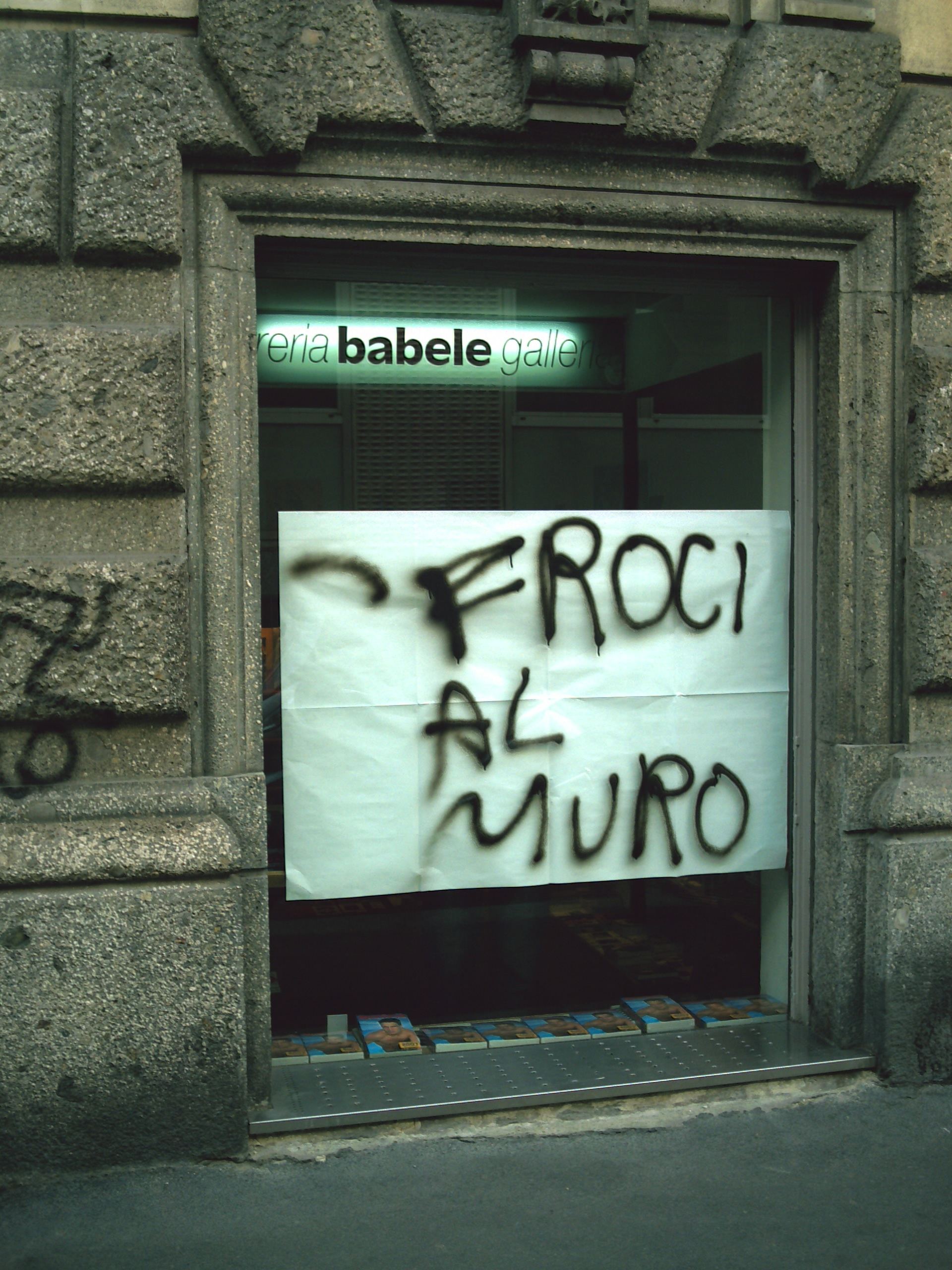
Un caso di vandalismo omofobo a Milano

L'omofobia interiorizzata (o implicita) consiste nell'accettazione da parte di gay e lesbiche di pregiudizi, etichette negative e atteggiamenti discriminatori verso l'omosessualità. Questa interiorizzazione del pregiudizio è per lo più inconsapevole e può portare a vivere con difficoltà il proprio orientamento sessuale, a contrastarlo, a negarlo o addirittura a nutrire sentimenti discriminatori nei confronti degli omosessuali.

## Conseguenze
L'omofobia può diventare causa di episodi di bullismo, di violenza o di mobbing nei confronti delle persone LGBT. Secondo l'Agenzia per i diritti Fondamentali (FRA) dell'Unione europea l'omofobia nel 2009 danneggia la salute e la carriera di quasi 4 milioni di persone in Europa. L'Italia è il paese dell'Unione Europea con il maggior tasso di omofobia sociale, politica ed istituzionale. Secondo i dati del Dipartimento di Salute Pubblica i suicidi della popolazione gay, legati alla discriminazione omofoba in modo più o meno diretto, costituirebbero il 30% di tutti i suicidi adolescenziali; stando alle statistiche pubblicate dal sito omofobia.org, vi sono più di 100 episodi di omofobia in Italia all'anno, ma il numero di persone colpite è maggiore (ogni episodio può avere anche più di una vittima).
Da altri studi in merito è emerso con chiarezza che gli adolescenti LGBT sono maggiormente a rischio di ideazione suicidaria rispetto ai coetanei eterosessuali. In aggiunta a ciò, una review di Haas e colleghi del 2011 sulla letteratura pubblicata in merito, suggerisce che i giovani LGBT siano dalle 2 alle 7 volte più a rischio, rispetto ai coetanei eterosessuali, di suicidio.

Sono anche stati riportati dei contesti in cui studenti LGBT hanno lamentato: la presenza di atti di discriminazione, come la negazione di servizi finanziari e sanitari, l'affibiazione di etichette verbali ingiuriose, tentativi di conversione e timore di atti di violenza sessuale ai loro danni. Tale situazione ha determinato il nascondimento della loro identità, l'evitamento di alcuni corsi, la prematura cessazione degli studi ed anche la messa in pratica di tentativi di suicidio.
A seguito dell'elevato rischio di ideazioni suicidarie e di tentativi di suicidio tra le cosiddette minoranze sessuali, i ricercatori hanno tentato di identificare i fattori che potessero spiegare tali marcate differenze. Le teorie sullo stress e lo stigma da minoranza hanno permesso di evidenziare il ruolo portante che i contesti sociali e strutturali, così come le pratiche e le politiche istituzionali, possono giocare nel contribuire a generare simili disparità nella salute mentale degli individui. In accordo con queste teorie, infatti, gli adulti LGBT che risiedono in stati con poche politiche sociali di tipo protettivo hanno un maggior tasso di disordini psichiatrici e di abuso di sostanze rispetto a persone che vivono in stati con politiche protettive mirate. In linea con questi risultati si pone anche un lavoro del 2014 di Hatzenbuehler e colleghi che ha indicato che giovani LGBT sono meno a rischio di sviluppare ideazioni suicidarie quando sono all'interno di strutture scolastiche che hanno adottato misure protettive verso le minoranze sessuali. L'ambiente sociale, inoltre, può esercitare delle influenze anche in maniera meno diretta. Uno studio condotto su una popolazione di circa 4 098 maschi che hanno rapporti sessuali con altri maschi (MSM, Men who have sex with men) sieronegativi per HIV ha evidenziato, ad esempio, che un più basso livello di stigma sociale contro le persone LGBT è legato ad una diminuzione del rischio di rapporti anali non protetti (adjusted odds ratio, aOR=0,97, intervallo di confidenza al 95%, 95%CI 0,94-0,99), maggior consapevolezza riguardante la profilassi anti-HIV post esposizione (aOR=1,06, 95%CI 1,02-1,09) e di quella pre esposizione (aOR=1,06, 95%CI 1,02-1,10), maggior utilizzo della profilassi anti-HIV post esposizione (aOR=1,08, 95%CI 1,05-1,26) e di quella pre esposizione (aOR=1,21, 95%CI 1,01-1,44) ed un maggior livello di tranquillità nel discutere di sesso tra maschi con operatori sanitari (aOR=1,08, 95%CI 1,05-1,11).

Va, tuttavia, segnalato che sussiste anche la possibilità che il grado d'influenza esercitato dallo stigma da minoranza e da eventuali interventi di tipo protettivo o di supporto vari anche a seconda dell'etnia delle persone prese in considerazione.
L'importanza del contesto socioculturale che circonda le persone LGBT è stata evidenziata anche da un lavoro di Duncan e Hatzenbuehler del 2014 riguardante i cosiddetti crimini d'odio definiti come "condotte illegali, violente, distruttive o minacciose il perpetratore delle quali viene motivato dal pregiudizio contro il supposto gruppo sociale della vittima". Già altri studi in passato avevano evidenziato che le minoranze sessuali vengono colpiti da tali crimini e, secondo l'FBI, il 17,4% degli 88 463 crimini d'odio registrati tra il 1995 ed il 2008 hanno coinvolto tali minoranze.
Lo studio di Duncan e Hatzenbuehler, condotto su un campione di studenti delle scuole superiori pubbliche di Boston, ha cercato di valutare l'effetto sulle persone LGBT del grado di vicinanza geografica alle aree ove sono stati perpetrati crimini d'odio ai danni di altre persone LGBT. Dai dati raccolti è emerso che gli adolescenti LGBT che hanno riferito di aver avuto ideazioni suicidarie tendevano a vivere a meno di 800 metri da aree ad alto tasso di crimini d'odio contro persone LGBT (21,22 per 100 000 Vs 12,26 per 100 000, p value=0,013). Gli adolescenti LGBT che hanno tentato il suicidio, inoltre, avevano maggiori probabilità di vivere a meno di 400 metri da aree ad alto tasso di crimini d'odio contro persone LGBT (33,61 per 100 000 Vs 13,18 per 100 000, p value=0,006). Tali associazioni statistiche non sono state rintracciate per quanto riguarda gli adolescenti eterosessuali. Nessuna significatività statistica è stata, inoltre, rintracciata per quanto riguarda l'associazione di problematiche suicidarie e crimini d'odio non ai danni di persone LGBT, indicando così che le significatività precedentemente presentate sono specifiche per gli adolescenti LGBT. I risultati di tale lavoro, sebbene preliminari soprattutto in considerazione della scarsa presenza di pubblicazioni analoghe, sono in accordo con la letteratura che documenta l'importanza dei contesti socioculturali nella determinazione dello stato di salute mentale nelle minoranze sessuali.
In termini generali, il sentimento religioso sembra essere associato ad un buon livello di salute mentale. Sebbene tale dato sia variabile a seconda degli aspetti presi in considerazione, si può affermare che la religiosità sembra determinare effetti positivi: minor depressione e stress psicologico e migliore soddisfazione, felicità e stato psicologico personali. Per quanto riguarda le persone LGBT, al momento, sussistono pochi lavori che abbiano analizzato lo stato di salute mentale in rapporto con l'affiliazione religiosa. Sebbene, il sentimento religioso, come precedentemente accennato, sembri sortire effetti positivi, un ambiente sociale caratterizzato da stigma e rifiuto può produrre, in chi ne è vittima, effetti patologici.
Come già accennato in precedenza, la teoria dello stress da minoranza suggerisce che il differente livello di salute mentale tra le persone LGBT ed eterosessuali sia dovuto al differente livello di stigma e pregiudizio cui si va incontro.
Uno dei fattori presi in considerazione dalla teoria come fattore di stress è l'omofobia interiorizzata. Per omofobia interiorizzata s'intende l'internalizzazione, da parte delle persone LGBT, delle attitudini e delle credenze negative della società contro le persone LGBT stesse e poiché tale visione può essere appresa durante i normali processi di socializzazione, essa può costituire un fattore di stress particolarmente insidioso da individuare. Il suo superamento viene, inoltre, considerato un passo importante nel processo di coming out e viene considerato dai terapisti come necessario al fine di acquisire un buon livello di salute mentale. Di converso, l'omofobia interiorizzata è stata collegata ad una serie di sviluppi negativi: ansietà, depressione, ideazione suicidaria, condotta sessuale a rischio, problematiche nella vita intima ed uno stato generale di benessere più basso.
Sotto questo punto di vista, nei contesti religiosi gli insegnamenti possono essere parte di una socializzazione che si basi sullo stigma ed il permanere in tale contesto può contribuire ad potenziare il fenomeno dell'omofobia interiorizzata. Vistesi rifiutate da molte organizzazioni religiose, l'attendenza delle persone LGBT alle pratiche religiose istituzionali tende ad essere minore rispetto agli eterosessuali e vi è una maggior probabilità d'abbandono del loro credo. Al di là di ciò, comunque, le persone LGBT che si affiliano a gruppi religiosi, tendono a partecipare per lo più a denominazioni religiose “non supportive”. Alcuni lavori hanno, infatti, evidenziato che le persone LGBT tendevano ad affiliarsi a correnti di maggioranza o con maggioranza di eterosessuali sebbene tali gruppi potessero presentare un clima sociale poco ospitale. Tale dato, apparentemente contraddittorio, potrebbe trovare una spiegazione nel fatto che le persone LGBT possano avvertire un profondo significato personale nell'appertenere ad un contesto religioso cui loro sono abituati, spesso dall'infanzia. In effetti, è noto che l'abbandono di un gruppo religioso possa risultare spiacevole sotto l'aspetto sociale, culturale e spirituale.
Tale situazione può diventare particolarmente pressante per persone appartenenti a minoranze etniche. Per le persone afro-americane, ad esempio, è noto come le chiese abbiano costituito un baluardo contro il razzismo sociale e siano state promotrici e sostenitrici di identità ed orgoglio etnico. Hanno, inoltre, provveduto a fornire servizi sociali e culturali in vario modo. Risulta, pertanto, chiaro come il processo di separazione, magari per confluire in contesti maggiormente supportivi per le persone LGBT, significhi anche perdere non solo i servizi ma anche tutto un contesto di profondo significato interiore.

Al fine di continuare la partecipazione in questi contesti, le persone LGBT tendono ad adottare svariate strategie per cercare di risolvere o di alleviare lo state di tensione che si può generare dalla partecipazioni in questi contesti non supportivi:
- ritenere la Bibbia un documento che sarebbe stato ispirato da Dio ed in quanto tale contenente occasionalmente punti di vista umani ormai antiquati, quali quelli sull'omosessualità;[63]
- separare le identità LGBT e religiosa così da sopprimere quella LGBT quando quella religiosa, in alcuni contesti, diviene preponderante;[64]
- neutralizzare i messaggi contro l'omosessualità questionando la credibilità a vario grado del pastore, sacerdote o di chi promuove tale visione (ciò può includere, tra le altre, la conoscenza biblica, la moralità o l'eccessiva enfasi sulla percepita eccessiva tendenza al legalismo contro il messaggio d'amore incondizionato promosso dal Nuovo Testamento).[58][59]

Sebbene gli studi riguardanti la religiosità delle persone LGBT non abbiano preso molto in considerazione se il gruppo religioso fosse più o meno supportivo, un lavoro di Lease e colleghi ha mostrato che persone caucasiche LGBT coinvolte in attività religiose in contesti maggiormente supportivi erano collegate ad un minor livello di omofobia interiorizzata e che questa era legata ad un miglior livello dello stato di salute mentale. Altri lavori, di converso, hanno rilevato che contesti religiosi non supportivi possono avere un significativo effetto nel promuovere l'omofobia internalizzata nelle persone LGBT.
La problematica, tuttavia, può variare anche a seconda del gruppo etnico preso in considerazione dato che la religiosità tende a variare a seconda dell'etnia. Sebbene alcuni lavori abbiano suggerito che le persone latino-americane ed afro-americane tendano a dimostrare un maggior sentimento religioso, al momento non è stato rilevato che le persone LGBT appartenenti a questi gruppi siano maggiormente esposte a contesti non supportivi rispetto a quelle caucasiche. Alcuni lavori hanno, infatti, suggerito che alcune denominazioni evangeliche frequentate da caucasici possano essere caratterizzate da contesti particolarmente omofobi. Tuttavia, se l'affiliazione religiosa delle persone LGBT riflette quella della popolazione generale, c'è da aspettarsi che quelle latino-americane ed afro-americane siano esposte a contesti omofobi in misura maggiore rispetto a quelle caucasiche.
Un lavoro di Barnes e Meyer del 2012 condotto su 355 partecipanti LGBT ha cercato di valutare l'effetto del contesto religioso nello stato di salute delle persone LGBT attendenti. In generale, è emerso che le persone caucasiche tendevano a non dichiararsi religiose (58%) mentre solo il 36% ed il 35% degli afro-americani e dei latino-americani si è dichiarato non religioso (p value<0,001). In termini di omofobia interiorizzata è emerso che, rispetto ai caucasici, gli afro-americani ed i latino-americani hanno maggiori livelli di essa sebbene il risultato sia statisticamente significativo solo per i latino-americani (p value=0,03); in generale gli affiliati a contesti non supportivi hanno maggiori livelli di omofobia generalizzata rispetto agli affiliati a contesti supportivi ed ai non praticanti (1,30 Vs 1,54, p value=0,00). La frequenza di pratica religiosa, in questo lavoro, non ha esercitato alcuna influenza sui livelli di omofobia interiorizzata dato che non è stata riscontrata nessuna differenza statisticamente significativa tra coloro che avevano un'elevata frequenza di pratica contro chi ne aveva una bassa (1,57 Vs 1,51, p value=0,09). Va segnalato, tuttavia, che sia i latino-americani che gli afro-americani sono risultati maggiormente esposti, rispetto ai caucasici, a contesti non supportivi e che l'affiliazione a tali contesti si è dimostrata essere un buon mediatore statistico dei livelli di omofobia interiorizzata. Va segnalato infatti che la variabile affiliazione a contesti non supportivi nel modello statistico finale ha reso non più significativa la differenza dei livelli di omofobia interiorizzata tra latino-americani e caucasici ma ha anche diminuito il valore del coefficiente standardizzato B del 50% e del 25% nei modelli testati. I livelli di omofobia interiorizzata, infine, sono risultati essere statisticamente associati alla presenza di sintomi depressivi (valore di B=0,27, p value=0,00) e ad un minore benessere psicologico (valore di B=-0,42, p value=0,00) rendendo, nei due modelli testati, la variabile affiliazione a contesti non supportivi un miglior predittore sebbene non statisticamente significativo.
Gli autori di questo studio hanno quindi concluso che i dati presentati forniscono una base all'ipotesi che i contesti religiosi non supportivi determinino lo sviluppo di un ambiente sociale ostile alle persone LGBT il che può risultare in una maggior presenza di omofobia interiorizzata. I latino-americani, in particolare, hanno manifestato livelli significativamente maggiori, rispetto ai caucasici, di omofobia interiorizzata. La maggior affiliazione e pratica in contesti religiosi non supportivi sembra spiegare i maggiori livelli di omofobia interiorizzata. Per quanto riguarda gli afro-americani, i dati sembrano suggerire un quadro analogo sebbene non si sia raggiunta la significatività statistica.
Tali conclusioni, basate su un campione limitato e non casuale, non sono ovviamente generalizzabili. Risulta interessante, tuttavia, notare che uno studio di Gibbs e Goldbach del 2015 sembra concludere che giovani adulti LGBT che crescono e maturano in contesti religiosi sono a più alto rischio, rispetto ad altre persone LGBT, di ideazione suicidaria, più specificatamente di ideazione suicidaria cronica, così come di tentativi di suicidio.

## Nel mondo
| Essere LGBT dovrebbe essere reato | % Favorevole | % Contrario |
| --------------------------------- | ------------ | ----------- |
| Algeria                           | 43           | 35          |
| Egitto                            | 44           | 35          |
| Ghana                             | 54           | 25          |
| Kenya                             | 46           | 37          |
| Marocco                           | 39           | 39          |
| Nigeria                           | 59           | 23          |
| Sudafrica                         | 22           | 61          |
| Uganda                            | 53           | 31          |
| Zimbabwe                          | 44           | 33          |
| Malaysia                          | 35           | 40          |
| Kazakistan                        | 41           | 45          |
| Giappone                          | 12           | 61          |
| Giordania                         | 47           | 31          |
| Iraq                              | 43           | 35          |
| India                             | 31           | 50          |
| Israele                           | 24           | 59          |
| Emirati Arabi Uniti               | 45           | 32          |
| Indonesia                         | 38           | 37          |
| Vietnam                           | 17           | 61          |
| Turchia                           | 31           | 48          |
| Arabia Saudita                    | 49           | 32          |
| Pakistan                          | 54           | 28          |
| Filippine                         | 20           | 59          |
| Cina                              | 20           | 59          |
| Messico                           | 12           | 62          |
| Ecuador                           | 14           | 59          |
| Repubblica Dominicana             | 18           | 56          |
| Costa Rica                        | 12           | 64          |
| Colombia                          | 13           | 60          |
| Cile                              | 13           | 65          |
| Canada                            | 13           | 69          |
| Brasile                           | 11           | 68          |
| Argentina                         | 13           | 67          |
| Venezuela                         | 13           | 60          |
| Stati Uniti d'America             | 13           | 65          |
| Perù                              | 16           | 57          |
| Nicaragua                         | 14           | 56          |
| Trinidad e Tobago                 | 20           | 52          |
| Giamaica                          | 20           | 47          |
| Bolivia                           | 18           | 54          |
| Ucraina                           | 22           | 56          |
| Croazia                           | 9            | 72          |
| Russia                            | 28           | 55          |
| Serbia                            | 19           | 58          |
| Portogallo                        | 9            | 75          |
| Polonia                           | 23           | 53          |
| Regno Unito                       | 22           | 61          |
| Francia                           | 17           | 58          |
| Spagna                            | 13           | 72          |
| Paesi Bassi                       | 15           | 76          |
| Italia                            | 11           | 75          |
| Irlanda                           | 12           | 73          |
| Australia                         | 15           | 66          |
| Nuova Zelanda                     | 12           | 64          |

## Aspetti legislativi
(art. 8)
(art. 10)
In ambito legislativo, in molte nazioni, soprattutto europee sono previsti strumenti legislativi, di carattere civile e penale, finalizzati al contrasto dell'omofobia intesa principalmente come discriminazione basata sull'orientamento sessuale.
Va evidenziato che le legislazioni esistenti in molti casi mantengono distinto l'aspetto della non discriminazione dalle norme mirate invece a sanzionare in modo specifico azioni e comportamenti esplicitamente omofobici, quali atti violenti o di incitamento anche solo verbale all'odio. Ci sono legislazioni che fanno rientrare questo secondo aspetto in un ambito legislativo non specifico, non considerando quindi la motivazione dell'omofobia per il reato o non prevedendo sanzioni specifiche per le espressioni di odio o di incitamento all'odio legate all'orientamento sessuale.
L'omofobia, intesa come atto violento e/o incitamento all'odio, è esplicitamente punita come reato con sanzioni carcerarie e/o pecuniarie in Danimarca, Francia, Islanda, Norvegia, Paesi Bassi, Svezia e a livello regionale in Tasmania (vietato l'incitamento all'odio). Con un emendamento allo Hate Crimes Bill approvato dal Congresso nell'ottobre 2009 e denominato Matthew Shepard Act, gli Stati Uniti d'America hanno stabilito che la violenza causata da odio basato sull'orientamento sessuale costituisce un reato federale.
Norme antidiscriminatorie che menzionano esplicitamente l'orientamento sessuale sono in vigore in Europa, oltre che nei Paesi sopracitati, in Austria, Belgio, Cipro, Finlandia, in quattro Länder della Germania (Berlino, Brandeburgo, Sassonia e Turingia), Grecia, Irlanda, Lussemburgo, Romania, Slovenia, Spagna, Svizzera, Ungheria, Regno Unito, Repubblica Ceca, Serbia e Montenegro.
Al di fuori dell'Europa, leggi antidiscriminazione sull'orientamento sessuale sono in vigore in Canada, in alcuni degli Stati Uniti, in Australia, Nuova Zelanda, Isole Fiji, in alcuni stati del Brasile, Nicaragua, Uruguay, Colombia, Ecuador, Israele e Sudafrica.
Anche il regime castrista ha adottato forme di persecuzione nei confronti degli omosessuali. Considerati "controrivoluzionari", dagli anni sessanta agli anni ottanta anche i gay sono stati perseguitati e molti di loro sono stati rinchiusi nei campi di lavoro forzati UMAP ("Unidades Militares de Ayuda a la Producción") a causa del loro orientamento sessuale. Nell'ideologia castrista i maricones ("finocchi") erano infatti considerati espressione dei valori decadenti della società borghese:
Nel marzo del 1965, Giangiacomo Feltrinelli riuscì ad ottenere da Fidel Castro una lunghissima intervista chiedendogli anche perché perseguitasse i gay, sul perché ce l'avesse tanto con gli omosessuali e cosa c'entrasse quel pogrom con la rivoluzione. Il líder máximo, dopo una risata per la domanda sfacciata, rispose alla domanda ed accennò alla paura di "mandare un figlio a scuola e vederselo tornare frocio". Nel 2010 Castro ha ammesso pubblicamente di aver "commesso una grande ingiustizia" a perseguitare gli omosessuali..

### Ordinamento giuridico italiano

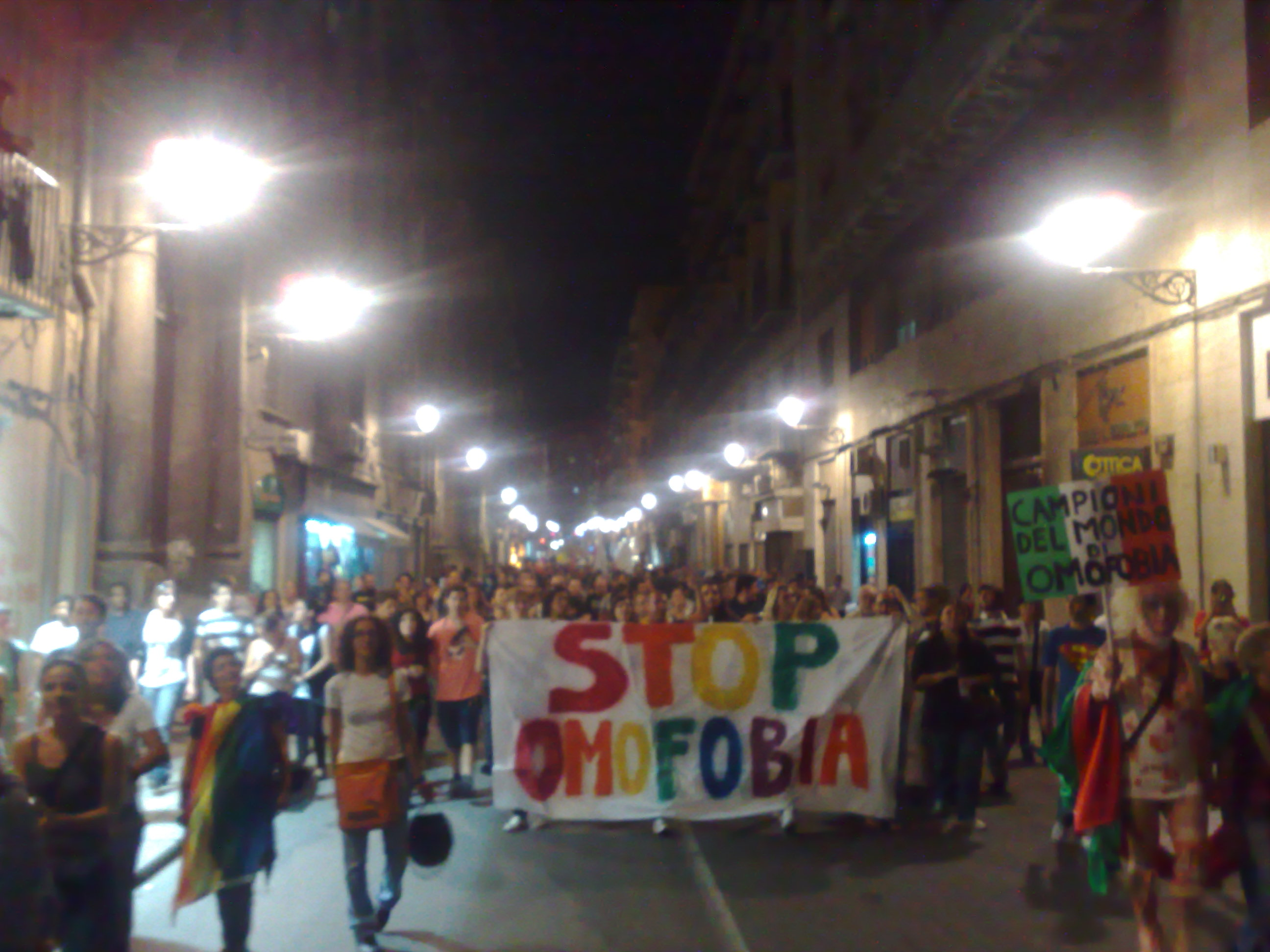
Manifestazione di Palermo del 2009 contro l'omofobia

La legislazione di contrasto alla discriminazione tra cittadini trae principale fondamento dall'articolo 3 della Costituzione della Repubblica Italiana (principio di uguaglianza formale e sostanziale):
Pur non citando espressamente l'orientamento sessuale, esso può rientrare per via interpretativa sia nella nozione di "sesso", sia tra le "condizioni personali e sociali".
La Legge 25 giugno 1993, n. 205 intitolata Misure urgenti in materia di discriminazione razziale, etnica e religiosa (cosiddetta Legge Mancino), integra il diritto penale italiano per quanto attiene ad alcune forme di discriminazione, tra cui non rientrano quelle basate sull'orientamento sessuale che, inserite nella sua prima formulazione, furono espunte dal testo nella stesura definitiva.
La menzione esplicita dell'orientamento sessuale è invece presente nel Decreto Legislativo 9 luglio 2003, n. 216, che tutela dalle discriminazioni sul luogo di lavoro. Le eccezioni inizialmente previste per il personale delle Forze Armate, delle Forze dell'ordine e di soccorso furono poi abolite a seguito della procedura d'infrazione aperta dalla Comunità Europea contro l'Italia.
Il 2 ottobre 2009, nel corso della XVI legislatura la commissione Giustizia della Camera licenziò un testo base, presentato dalla deputata Anna Paola Concia e costituito da un singolo articolo, che tra le circostanze aggravanti comuni previste dall'articolo 61 del codice penale inseriva anche quella inerente all'orientamento sessuale. Tale testo fu poi bocciato il 13 ottobre 2009 dalla maggioranza parlamentare per una pregiudiziale di costituzionalità sollevata dall'Unione di Centro. La bocciatura ha sollevato dure critiche verso l'Italia da parte di rappresentanti dell'Unione europea e dell'ONU. Alla bocciatura ha reagito invece positivamente il vescovo Domenico Mogavero, che ha definito la proposta di legge «solo un primo passo, in quanto il vero obiettivo di questa campagna sono le nozze gay».
Mara Carfagna, Ministro per le pari opportunità del Governo Berlusconi IV, il 9 novembre 2009, ha presentato Nessuna differenza, la prima campagna istituzionale in Italia contro l'omofobia e le discriminazioni di genere.
Il 17 maggio 2011, in occasione della Giornata internazionale contro l'omofobia e la transfobia, il Presidente della Repubblica Giorgio Napolitano ha definito «inammissibile in società democraticamente adulte» l'irrisione degli omosessuali. Il 18 maggio 2011 il testo base della deputata Anna Paola Concia, basato su una direttiva europea, è stato ripresentato alla Commissione Giustizia della Camera dei deputati, che l'ha bocciato con 24 voti contrari e 17 favorevoli. Il ministro Carfagna ha commentato: «Il Popolo della libertà ha perso un'occasione». Il 26 luglio 2011 la Camera ha respinto per la seconda volta il ddl presentato dalla deputata Concia contro l'omotransfobia.
Durante la XVII Legislatura è stato presentato dall'onorevole Ivan Scalfarotto un nuovo disegno di legge per l'estensione della legge Mancino ai casi di omofobia e transfobia, che prevede di estendere l'art. 604-bis del codice penale, relativo ai cosiddetti delitti contro l'eguaglianza, alla diffusione di idee discriminatorie rispetto all'orientamento sessuale e all'identità di genere.
Durante la XVIII Legislatura è stato presentato dall'onorevole Alessandro Zan un nuovo disegno di legge per punire le discriminazioni basate su orientamento sessuale e identità di genere. Il 4 novembre 2020 il ddl è stato approvato in prima lettura dalla Camera dei deputati.

## Omofobia nell'arte

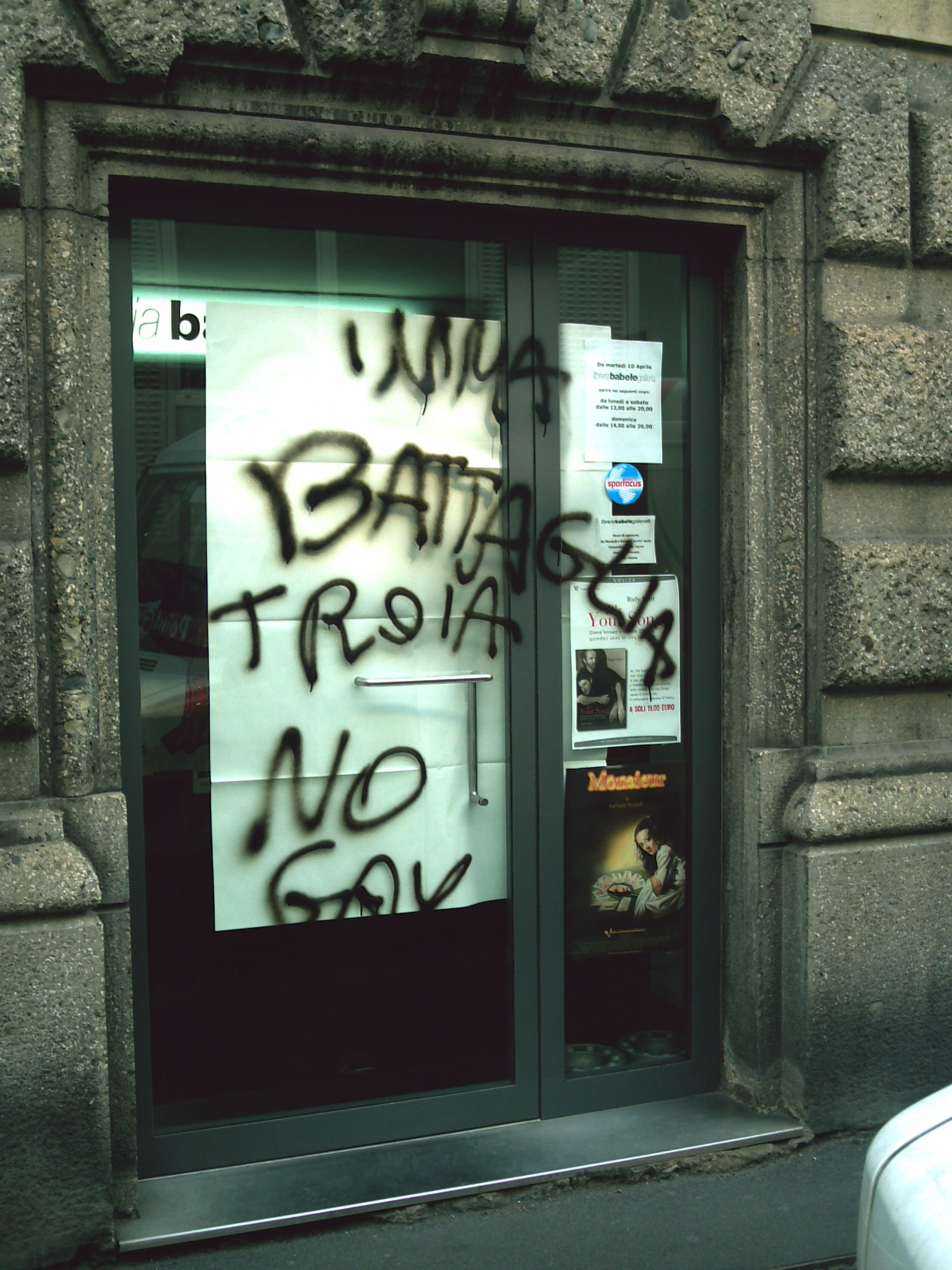
Insulto omofobo rivolto all'attivista LGBT Imma Battaglia sulla vetrina della Libreria gay "Babele" a Milano nel febbraio 2006

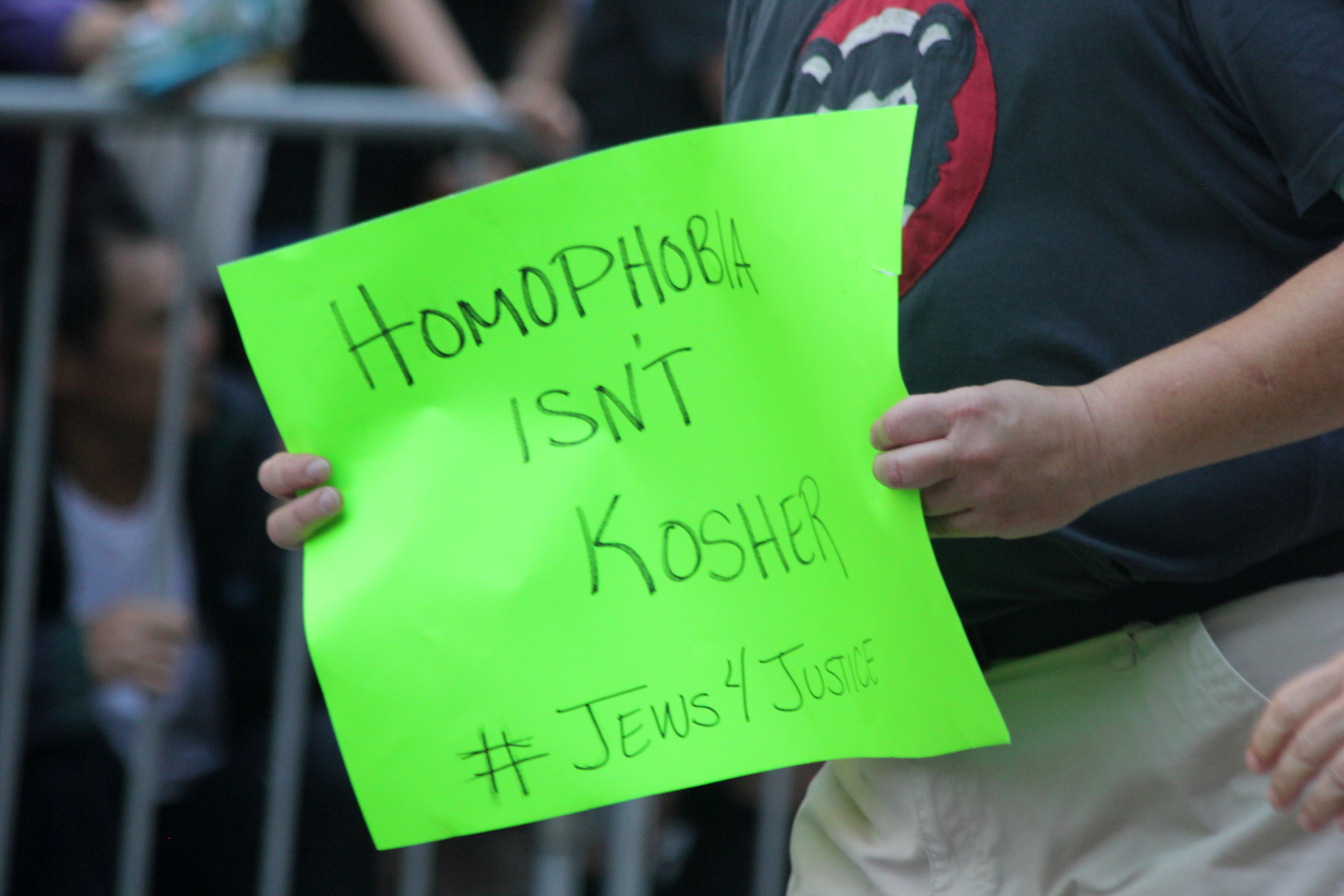
L'omofobia non è Kosher - giustizia ebraica. Berkeley, Stati Uniti

Il collettivo anarchico e gruppo musicale Chumbawamba ha composto un brano dal titolo Homophobia che parla specificatamente dell'argomento.
In vari paesi (per esempio Canada, Regno Unito, USA, Italia) sono stati annullati molti concerti di famosi esponenti della "scena reggae", quali Sizzla, Beenie Man, Capleton, Bounty Killer, T.O.K., Buju Banton, Elephant Man per i contenuti omofobi e sessisti dei loro testi.